# Апостольский нунций в Сингапуре
Апостольский нунций в Республике Сингапур — дипломатический представитель Святого Престола в Сингапуре. Данный дипломатический пост занимает церковно-дипломатический представитель Ватикана в ранге посла. Апостольская нунциатура в Сингапуре была учреждена на постоянной основе 24 июня 1981 года.
В настоящее время Апостольским нунцием в Сингапуре является архиепископ Марек Залевский, назначенный Папой Франциском 21 мая 2018 года.

## История
25 апреля 1969 года была учреждена Апостольская нунциатура в Таиланде, бреве «Instans Illa» папы римского Павла VI и тогда же Апостольская делегатура Таиланда, Лаоса, Малакки и Сингапура (основана в 1967 году) взяла новое название Апостольская делегатура в Лаосе, Малакке и Сингапуре.
Апостольская нунциатура в Сингапуре была учреждена на постоянной основе 24 июня 1981 года, папой римским Иоанном Павлом II. Резиденцией апостольского нунция в Сингапуре является сам Сингапур, так как это город-государство. Апостольский нунций в Сингапуре, по совместительству, исполняет функции апостольского делегата во Вьетнаме.

## Апостольские нунции в Сингапуре

### Апостольские делегаты
- Жан Жадо — (23 февраля 1968 — 15 мая 1971 — назначен апостольским делегатом в Экваториальной Гвинее и апостольским про-нунцием в Габоне и Камеруне);
- Джованни Моретти — (9 сентября 1971 — 13 марта 1978 — назначен апостольским про-нунцием в Судане и апостольским делегатом  на Аравийском полуострове);
- Сильвио Луони — (15 мая 1978 — 1980, в отставке);
- Ренато Раффаэле Мартино — (14 сентября 1980 — 24 июня 1981 — назначен апостольским нунцием).

### Апостольские нунции
- Ренато Раффаэле Мартино — (24 июня 1981 — 3 декабря 1986 — назначен постоянным наблюдателем Святого Престола при Организации Объединённых Наций);
- Альберто Трикарио — (28 февраля 1987 — 26 июля 1993 — назначен официалом Государственного секретариата Ватикана);
- Луиджи Брессан — (26 июля 1993 — 25 марта 1999 — назначен архиепископом Тренто);
- Адриано Бернардини — (24 июля 1999 — 26 апреля 2003 — назначен апостольским нунцием в Аргентине);
- Сальваторе Пеннаккьо — (20 сентября 2003 — 8 мая 2010 — назначен апостольским нунцием в Индии);
- Леопольдо Джирелли — (13 января 2011 — 13 сентября 2017 — назначен апостольским нунцием в Израиле и апостольским делегатом в Иерусалиме);
- Марек Залевский — (21 мая 2018 — по настоящее время).